# Batrachostomus cornutus
Batrachostomus cornutus là một loài chim trong họ Podargidae.